# 道の駅尾花沢
道の駅尾花沢（みちのえき おばなざわ）は、山形県尾花沢市の国道13号にある道の駅である。愛称は花笠の里 ねまる。

## 概要
愛称に「花笠の里」が含まれるのは、同市が地元の踊りである花笠踊りの発祥地であることに由来する。また「ねまる」とは、尾花沢弁で「くつろぐ」を意味する。俳人・松尾芭蕉は、奥の細道を辿る旅の途中、尾花沢に長期滞在し、この地で「涼しさを我宿にしてねまる也」という句を残しており、そこから名付けられた。

## 沿革
- 2007年（平成19年）8月6日 - 開駅

## 施設
- 駐車場
  - 普通：56台
  - 大型：34台
  - 身体障害者用：2台
- トイレ （いずれも24時間利用可能）
  - 男：大 2器、小 7器
  - 女：13器
  - 身体障害者用：1器
- 公衆電話：1
- 交通情報提供施設（24時間利用可）
- 物産館
- 特産販売所（農産物直売所）：各季節ごとに大規模物産市を開催する予定
  - 地元産の食材を作った「道弁」やどぶろくなどを販売。
- レストラン
- パネル展示スペース：松尾芭蕉に関するもの

### 施設概要
- 敷地面積 - 15,000 m2
- 床面積 - 556 m2
- 総事業費 - 約7億4,000万円

## アクセス
東北中央自動車道（尾花沢新庄道路）・尾花沢北インターチェンジに隣接し、国道13号とのアクセス道路にある。
- 国道13号 - 登録路線
- 東北中央自動車道（尾花沢新庄道路）・尾花沢北インターチェンジ
- 東日本旅客鉄道（JR東日本）奥羽本線 芦沢駅から徒歩数分

## 周辺
- 最上川